# Bariera przeciwwieżowa
Bariera przeciwwieżowa – wojskowa zapora inżynieryjna, rodzaj bariery przeciwczołgowej, którą w celu zwalczania czołgów buduje się na skraju i w głębi rzadkich lasów lub na drogach leśnych i duktach poprzez poziome przymocowanie 2 lub trzech okrąglaków do dwóch sąsiednich na wysokości wieży czołgu lub innego wozu bojowego.